# Denis Jenkinson
Denis Sargent Jenkinson o Jenks o DSJ cone era conosciuto nelle pagine di Motor Sport (11 dicembre 1920 – 29 novembre 1996) è stato un giornalista e storico britannico profondamente coinvolto negli sport motoristici.
In qualità di corrispondente continentale della rivista Motor Sport con sede nel Regno Unito, si è occupato di Formula 1 e di altre gare in tutta Europa. Divenne famoso come navigatore per Stirling Moss nel trionfo da record nella Mille Miglia del 1955.

## Biografia
Jenkinson divenne un appassionato di sport motoristici a metà degli anni '30:
(Denis Jenkinson)
Jenkinson stava studiando ingegneria al Regent Street Polytechnic quando scoppiò la seconda guerra mondiale. In qualità di obiettore di coscienza, prestò servizio a titolo civile presso il Royal Aircraft Establishment di Farnborough. Questo lo mise in contatto con Bill Boddy, giornalista di Motor Sport, e altri appassionati. Nel 1943 Motor Sport riferì: "DS Jenkinson si è costruito una motocicletta molto bella con parti Norton, con forcelle coniche, gran parte del lavoro è stato svolto alla luce delle torce in un piccolo capannone".
Dopo la guerra iniziò a gareggiare su due e quattro ruote, ma gli mancavano i fondi per correre regolarmente. Scoprì che gareggiare come passeggero di sidecar per i migliori piloti gli consentiva sia di godersi le competizioni europee di alto livello e di essere pagato, mentre si guadagnava da vivere scrivendo al riguardo: fu il passeggero di Eric Oliver (con il quale divenne Campione del Mondo nel 1949) e Marcel Masuy. Gareggiò come passeggero di un sidecar nelle due stagioni successive, con la BMW. La fabbrica gli diede una motocicletta BMW R67 per uso personale e, con un sidecar allegato, la usò per viaggiare per riferire sulle corse in tutta Europa. Jenkinson scriveva raramente della sua vita personale, ma menzionava come avrebbe preso Mike Hawthorn, che viveva nelle vicinanze, che lo avrebbe portato con lui come passeggero.
Jenkinson abbandonò la competizione  per diventare corrispondente continentale per gli sport motoristici. Trascorse le sue estati in tournée in Europa e i suoi inverni in un susseguirsi di "scavi" in Inghilterra. Alla fine si stabilì vicino a Crondall nell'Hampshire in una minuscola casa fatiscente senza elettricità o acqua, in gran parte piena dei suoi archivi e di parti di veicoli. Era leggendario nello sport per la mancanza di servizi domestici di base nella sua casa; per Jenks niente contava se non correre. Venne accettato come "l'anziano statista" dei giornalisti di corse britannici grazie alla sua vicinanza alle squadre e ai piloti, al suo stile di scrittura colloquiale e alla sua ovvia e duratura passione per lo sport.
DSJ amava correre e guidare le auto Porsche e coniò il termine wischening (pronunciato come se in tedesco) per il modo in cui si può andare in curva con successo con una Porsche 356. In seguito adottò una Jaguar E-Type come mezzo di trasporto di lavoro, sebbene a casa avesse veicoli decrepiti assortiti tra cui un'anziana berlina Mercedes-Benz, una Citroën 2CV e altri veicoli.
La sua più famosa uscita agonistica fu quella di navigatore per Stirling Moss durante la Mille Miglia del 1955; il suo articolo With Moss In The Mille Miglia è generalmente riconosciuto come un classico del giornalismo automobilistico. Il suo libro The Racing Driver è basato sulla sua esperienza di navigatore ed è un vero classico degno di qualsiasi raccolta di letteratura sugli sport motoristici. I suoi "radar" durante questo evento furono pionieristici, portando all'uso odierno dei radar nei rally. Jenkinson e Moss insieme batterono il cinque volte campione del mondo di Formula 1 Juan Manuel Fangio vincendo la gara con 32 minuti sul secondo, su una Daimler Benz AG con motore Mercedes. Lui fu uno dei primi esempi di giornalisti automobilistici che furono parte attiva di ciò che stavano raccontando. Jenkinson fu uno dei primi ex piloti ad occuparsi di reportage e giornalismo, un luogo comune nella copertura odierna della Formula 1 con piloti del calibro di Jenson Button (campione del mondo di Formula 1 2009), Martin Brundle (ex pilota per McLaren Racing e Benetton Formula) e Nico Rosberg (campione del mondo di Formula 1 2016).
Uno degli exploit più famosi di Jenks fu il test su strada di un'auto Lotus di Formula Due non registrata, non silenziata e per nulla omologata sulle strade vicino alla sua casa nell'Hampshire il giorno di Natale del 1958; la sua logica era che le strade sarebbero state tranquille e avrebbe incontrato pochi poliziotti.
Oltre al suo giornalismo, Jenkinson continuò a scrivere diversi libri sugli sport motoristici su Porsche, Frazer Nash, la Jaguar E-type, la Formula 1 da 2,5 litri, Juan Manuel Fangio, la Collezione Schlumpf e una particolare Maserati. Una raccolta di alcuni dei suoi pezzi migliori e articoli biografici su di lui è stata pubblicata subito dopo la sua morte come Jenks: A Passion For Motor Sport.
Per molti degli anni '50 realizzò una rassegna annuale di auto da corsa per gli sport motoristici, ma smise di farlo poiché era diventato sempre più scontento per le discrepanze tra i numeri di telaio citati dalle squadre e ciò che stava effettivamente gareggiando; piuttosto che compromettere la sua integrità giornalistica, Jenkinson smise semplicemente di produrre i libri.
Sviluppò anche la classificazione dello sforzo di un pilota in "decimi". I 10/10 erano i più alti, raggiunti solo da pochi piloti nella storia; la capacità di "Tiger" (correre a dieci decimi e realizzare imprese che altri piloti troverebbero impossibili) era considerata cruciale per un campione.
Negli anni Sessanta fece molto per promuovere lo sport del drag racing nelle pagine della rivista Motor Sport. Il 14 settembre 1963 guidò la sua motocicletta NorBSA, una BSA Gold Star con motore 500 cc e un telaio Norton modificato e ribassato, alle prove di velocità di Brighton. Guidò un dragster Allard Dragon e anche una 648 cc Triumph moto sprint nel 1965 al Drag Festival. Rimase un appassionato di motociclette e gareggiò in cronoscalate e sprint sulla sua ibrida Tribsa fino ai settant'anni. Come DSJ  contribuì regolarmente con colonne e servizi per diversi decenni alla rivista sorella di Motor Sport, Motorcycle Sport, gestita dagli stessi uffici della Standard House.
Nei suoi ultimi anni, fu coinvolto nel Brooklands Museum e in diverse operazioni avventurose, inclusa l'esplorazione di rifugi antiaerei sotterranei sigillati. Nonostante i suoi anni avanzati, lavorò duramente come tutti gli altri coinvolti e non chiese ne ricevette alcun trattamento speciale.
Jenkinson subì una serie di ictus nel 1996 e si trasferì in una casa amministrata dal fondo benevolo dell'industria automobilistica (BEN). Morì il 29 novembre 1996.

## Libri
Segue un elenco parziale dei libri scritti da Jenkinson. Non sono incluse diverse monografie per la serie Profile.
- The Racing Driver: The Theory and Practice of Fast Driving (1959)
- Grand Prix Cars (1959)
- A Story of Formula 1 1954–1960 (1960)
- The Racing Car Pocketbook (1962)
- The Maserati 250F (1975)
- The Batsford Guide to Racing Cars (1978)
- Porsche 356: Coupé, Cabriolet, Roadster, Speedster & Carrera (1980)
- Jaguar E Type: 3.8 & 4.2 6-cylinder, 5.3 V12 (1982)
- Porsche: Past and Present (1983)
- From Chain Drive to Turbocharger: The A.F.N. Story (1984)
- Maserati 3011: The story of a racing car (1987)
- Directory of Historic Racing Cars (1987)
- Motorcycle road racing: the 1950s in photographs (1989)
- Grand Prix Winners: Motor Racing Heroes since 1950 (1995)
- Jenks: A Passion For Motorsport (1997)
- A Passion for Porsches (2001)